# Scinax agilis
Scinax agilis är en groddjursart som först beskrevs av Cruz och Peixoto 1983.  Scinax agilis ingår i släktet Scinax och familjen lövgrodor. IUCN kategoriserar arten globalt som livskraftig. Inga underarter finns listade i Catalogue of Life.